# Chemax
Chemax (pronunciado como /tʃeˈmaʃ/), que en idioma maya significa "árbol de monos", es una localidad situada en el oriente del estado de Yucatán, México. Es desde 1918, la cabecera del municipio homónimo. Su fundación tiene lugar en 1549, cuando se crea una encomienda en favor de Juan López de Mena.

## Localización
El municipio limita al norte con los municipios de Temozón y Tizimín, al sur y al oeste con Valladolid y al oriente con el estado de Quintana Roo.

## Datos históricos
En el sitio que hoy ocupa la localidad de Chemax existió un antiguo poblado maya, perteneciente al cacicazgo maya de los cupules.
La localidad fue escenario de una cruenta batalla durante la llamada Guerra de Castas a mediados del siglo XIX. La mañana del 4 de diciembre de 1847, la población fue atacada por varios costados por indígenas rebeldes, que estuvieron a punto de tomarla ya que las tropas que defendían la localidad encabezadas por el capitán Francisco Domínguez estaban disminuidas y se encontraban sin parque. Sin embargo, acudió en su auxilio el capitán Fermín Irabién con efectivos desplazados desde Valladolid, logrando la victoria en el combate. A pesar de este resultado y ante la imposibilidad de sostener la situación por mucho tiempo, se ordenó el repliegue de las tropas estatales hacia el bastión vallisoletano, quedando la población desierta y a merced de los insurrectos que se apoderaron de ella.

## Festividades
Sus fiestas tienen lugar del 10 al 13 de junio, en honor al patrón, San Antonio de Padua.